# Стадион Лецигрунд
Стадион Лецигрунд је фудбалски стадион у Цириху (Швајцарска), на којем утакмице игра фудблски клуб Цирих. Стадион је отворен 22. новембра, 1925. године.
Један је од ретких стадиона на свету који је мање познат по фудбалу, а више по атлетском митингу. Стари стадион је у лето 2006. сравњен и за годину дана је саграђен нови, у облику шкољке за 26.000 гледалаца.
Трошкови изградње износили су 110 милиона CHF и додатних 5 милиона CHF због проширења капацитета са Европско првенство 2008. на 30.000 седећих места.
На овом стадиону играле су се три утакмице Европског првенства, укључујући и дерби фудбалских репрезентација Француске и Италије.